# Бунчужне
Бунчу́жне (до 2024 року — Григо́рівка) — село в Україні, у Васильківській селищній громаді Синельниківського району Дніпропетровської області. Населення становить 1033 особи. До 2018 року — адміністративний центр Григорівської сільської ради.

## Географія

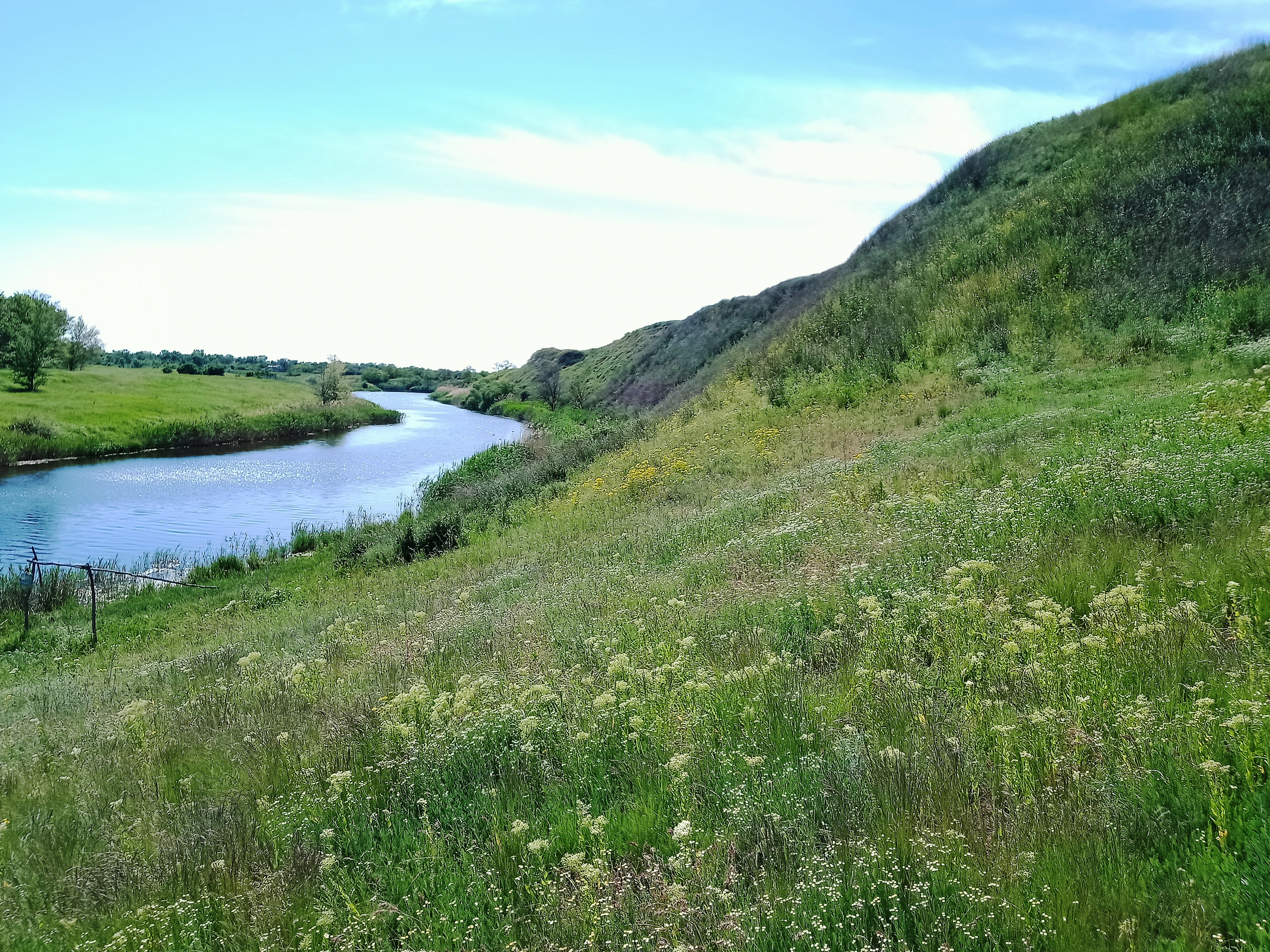
File:Річка Вовча. Чаплино-Васильківський заказник

Село Бунчужне розташоване за 109 км від обласного центру та 62 км від районного центру, на правому березі річки Вовчої, в яку впадає річка Балка Петрикова.
Сусідні населені пункти: Пришиб (на півдні), Дебальцеве, Охотниче, Лугове (на захід)
Через Бунчужне пролягає автошлях територіального значення Р85 (Дніпро — Мелітополь), а також бере початок автошлях територіального значення Т 0406 (Бунчужне — Покровськ). За 8 км від села знаходиться найближча залізнична станція Чаплине.

## Історія
Село відоме з початку  XIX століття під первинною назвою Кривий Ріг.
Під час організованого радянською владою Голодомору 1932—1933 років померло щонайменше 83 жителі села.
14 жовтня 1941 року радянські війська з боєм відступили з Григорівки.
У 1967 році в селі утворений став.

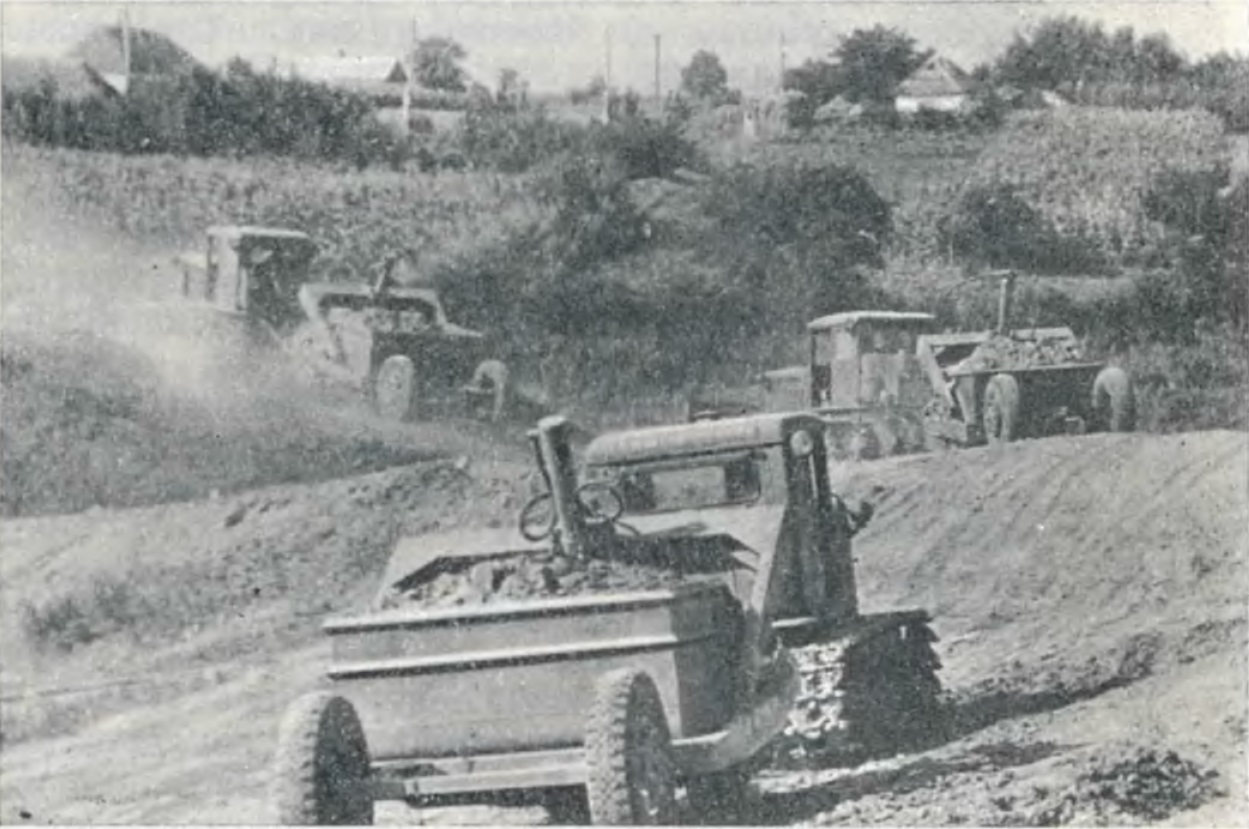
Створення ставу в селі Григорівка (1967)

1 серпня 2018 року, в ході децентралізації, Григорівської сільської ради об'єднана з Васильківською селищною громадою Васильківського району.
12 червня 2020 року, відповідно до розпорядження Кабінету Міністрів України № 709-р від «Про визначення адміністративних центрів та затвердження територій територіальних громад Дніпропетровської області», увійшло до складу Васильківської селищної громади.
19 липня 2020 року, в результаті адміністративно-територіальної реформи та ліквідації Васильківського району, село увійшло до складу Синельниківського району.
8 березня 2022 року, в ході російського вторгнення в Україну, російська ракета влучила у шкільний стадіон; в школі на той момент перебувало понад 30 біженців з Волновахи.
19 вересня 2024 року Верховна Рада підтримала перейменування села Григорівка на Бунчужне. 26 вересня 2024 року перейменування набуло чинності.

## Населення

### Мова
Розподіл населення за рідною мовою за даними перепису 2001 року:
| Мова            | Кількість | Відсоток |
| --------------- | --------- | -------- |
| українська      | 998       | 96.61%   |
| російська       | 23        | 2.23%    |
| румунська       | 8         | 0.77%    |
| білоруська      | 1         | 0.10%    |
| інші/не вказали | 3         | 0.29%    |
| Усього          | 1033      | 100%     |

## Господарство та побут
- Сільськогосподарське підприємство — ТОВ «Богдан».
- Григорівська середня загальноосвітня школа.
- Амбулаторія.
- Бібліотека.
- Клуб.

## Персоналії
- Манько Валентин Миколайович (* 1981) підполковник Збройних Сил України, учасник російсько-української війни, Герой України.

В селі проживають одразу три жінки, яким присвоєне почесне звання «Мати-героїня» — Шкопа Ганна Михайлівна (мати 7 дітей), Данилюк Ніна Іванівна (7 дітей) та Шаповалова Катерина Петрівна (6 дітей).
30 квітня 2022 року в селі в бою з російською розвідувально-диверсійною групою загинув старший лейтенант Дмитро Шварговський